# Каэтани
Каэта́ни (итал. Caetani) или Гаэта́ни (Gaetani) — знатный итальянский род, из которого вышли два папы римских и более десятка кардиналов.

## Происхождение
Основателем рода Каэтани считается Марин II (итал. Marinus II of Gaeta), герцог Фонди и Гаэта, сын правителя Гаэты Доцибилиса II (итал. Docibilis II). Преемник Марина — Константин (итал. Constantine), взявший имя Кагетанус (итал. Cagetanus), стоял во главе рода до конца X века. В конце следующего века, его потомок — Кресцентий (итал. Crescentius) становится первым герцогом Каэтани. Младший сын Кресцентия, Джованни Каэтани, стал 161-м папой римским Геласием II.
Однако, семья Каэтани не имела практически никакого влияния, пока Бенедетто Каэтани не стал великим понтификом Бонифацием VIII. Бонифаций возлагает на Каэтани лены в Сермонете, Бассиано, Норме. После того, как в 1297 году представитель семьи женился на наследнице Фонди и Траетто, Каэтани добавили к своим владениям еще и Л’Акуила.
Представители семьи Каэтани показывали себя и храбрыми воинами. Из Каэтани была сформирована личная охрана Бонифация VIII. В период XIV—XV веков, Каэтани вступают в конфронтацию с семейством Колонна, из-за общих интересов на территории Рима и Кампаньи. В 1500 году папа Александр VI конфискует немалую часть ленов Каэтани в пользу своей дочери Лукреции Борджиа, но впоследствии лены были возвращены обратно.

## Ветви

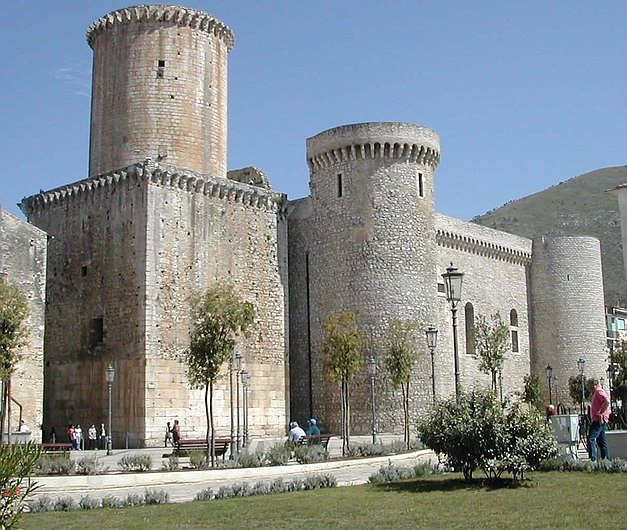
Замок Каэтани в Фонди

Существует две ветви рода: Каэтани и Гаэтани-Л’Акуила-д’Арагона.
- Каэтани (итал. Caetani), князья Теано и Сермонета. Основана Джакомо Каэтани (итал. Giacobello Caetani), внуком Гульельма Каэтани (итал. Guglielmo Caetani). В 1503 году получили от папы Пия III герцогство Сермонета, в 1585 году от Сикста V — маркизат Цистема. В 1642 году Франческо Каэтани (итал. Francesco), 7-й герцог Сермонета, в результате брака становится графом Казерта. В 1750 году провинция Казерта была обменена на княжество Теано. Последним представителем титула был дон Онорато Каэтани (итал. Onorato Caetani, 1902—1946), князь Сермонета и князь Теано[2][4]. Известный дирижёр Олег Каэтани[англ.] является его внуком.[5]
- Гаэтани-Л’Акуила-д’Арагона (итал. Gaetani dell'Aquila d'Aragona), князья Пьедимонте и герцоги Лауренцана. Основана в 1454 году Онорато Гаэтани-Л’Акуила (итал. Onorato Gaetani dell'Aquila), правителем Фонди, Траетто, Алифе и Морконе, владыки Пьедимонта и Джойя. После брака на Онорато на внебрачной дочери Фернандо I Неаполитанского Лукреции Арагонской, к фамилии была добавлена часть д’Арагона. В 1606 году Альфонсо Гаэтани (итал. Alfonso Gaetani) женился на герцогине Лауренцана Джулии Руджеро (итал. Giulia di Ruggiero). С 1715 года господство Пьедимонте повышено до княжества. В настоящее время князем Пьедимонте и герцогом Лауренцана является Фердинанд Гаэтани-Л’Акуила-д’Арагона (итал. Ferdinando Gaetani Dell'Aquilla D'Aragona, р. 1924), наследник — его сын Бонифатий (итал. Bonifacio Gaetani Dell'Aquilla D'Aragona, р. 1950)[6].